# Kinnara ceylonica
Kinnara ceylonica är en insektsart som först beskrevs av Melichar 1903.  Kinnara ceylonica ingår i släktet Kinnara och familjen Kinnaridae. Inga underarter finns listade i Catalogue of Life.